# Sébastien Roch
Sébastien Roch és una novel·la de l'escriptor francès Octave Mirbeau, publicada el 1890, sense èxit: el tema tabú dels crims eclesiàstics i de la violació d'adolescents per part de sacerdots era massa escandalós, de manera que, en la premsa francesa, hi va haver una veritable conspiració de silenci entorn de l'obra.

## Argument
El relat està situat al col·legi de Sant Francesc Xavier de Gwened (Bretanya), on el novel·lista va passar quatre anys d'«infern» i d'on va ser expulsat, als quinze anys, en una situació més que sospitosa.

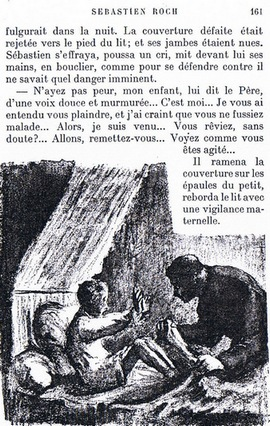
Il·lustració d'H.-G. Ibels, 1906

Nen cepat i sa, el jove Sébastien arriba al col·legi als onze anys, amb totes les forces de la naturalesa dins el seu cos juvenil, les quals no acaba de comprendre. Quan se n'anirà, quatre anys després, expulsat vergonyosament, tot en ell és mort.
Mirbeau narra amb emoció aquest «assassinat d'una ànima d'infant» per un jesuïta violador, el diabòlic pare Kern, i analitza les conseqüències mortíferes de la violació sobre el jove, que tenia potencialitats artístiques, definitivament destruïdes. Durant la guerra de 1870, Sébastien diu «Jo no mato», i mor en circumstàncies absurdes: l'exèrcit acaba el treball de destrucció començat per l'Església catòlica.

## Comentaris
L'anarquista i rebel Octave Mirbeau denuncia l'opressió de la família i de l'església. Segons el seu parer, el que s'anomena «educació», en realitat, és una violació de l'ànima dels joves. Sébastien Roch no és una novel·la de formació (Bildungsroman), sinó una novel·la de la deformació.